# Commos
Commos (em grego: Κομμός; romaniz.: Kommós) é um sítio arqueológico pré-histórico da Idade do Bronze no sul de Creta, Grécia correspondente a um assentamento do período minoico primitivo, que foi povoado desde c. 3 500 a.C. até 150 d.C. O sítio tem várias áreas escavadas, algo dispersas em encostas pouco elevadas, algumas centenas de metros a sul da aldeia de Calamaqui (Kalamáki). O local faz parte do município de Festo e da unidade regional de Heraclião.

## Descrição
As áreas escavadas situam-se perto do ponto mais meridional da grande praia que se estende até Calamaqui, cerca de 2 km a oeste de Pitsídia, 5 km a nordeste de Mátala, 10 km a sudoeste do palácio minoico de Festo e 65 km a sudoeste de Heraclião (distâncias por estrada). O assentamento foi um porto bastante movimentado, com ligações ao Próximo Oriente, que funcionou até ao período histórico. A riqueza dos achados e os edifícios elaborados refletem a importância do comércio com estrangeiro na economia cretense. O seu nome antigo era provavelmente Amicleu (em grego: Αμύκλαιον; romaniz.: Amyklaion; em latim: Amyclaeum), que indica uma ligação com Amicleia. Robin Lane Fox especula que ele é mencionado da Odisseia 3.96 — "uma pequena rocha segura as grandes vagas". Essa pequena rocha poderia ser recife natural de Papadoplaka, ainda visível ao largo em dias calmos e que nos tempos minoicos deve ter sido uma ilhota bastante maior. Com efeito, apesar da praia ventosa da atualidade não sugerir que o local seria adequado para um porto, pensa-se que o fundo marinho teria sido bastante mais elevado do que atualmente e que a costa arenosa atualmente submersa, juntamente com o recife a servir de quebra-mar, poderia ter constituído um porto natural.
O síto atraiu as atenções dos arqueólogos pela primeira vez em 1924, quando Arthur Evans ouviu falar de grandes recipientes de armazenamento ali encontrados e especulou acerca da existência de alfândegas na Idade do Bronze. Evans identificou o sítio como sendo minoico, mas as primeiras escavações só foram iniciadas em 1976 por J.W. and Maria Shaw. O sítio não se encaixa no estilo tradicional "palaciano" dos minoicos. Construído por cima de um povoado anterior da Idade da Pedra, a estrutura do sítio contém uma casa de classe alta (mas longe de ser da "realeza"), seis casas de tamanho respeitável, embora mais pequenas na encosta a norte e uma série de casas de pedra no cimo da colina onde viviam agricultores e pescadores.[carece de fontes?]
Apesar do uso original ser tema de debate, o sítio foi abandonado várias vezes ao longo da sua existência. Durante esses períodos, partes do sítio foram usados como fábrica de olaria, havendo um grande kiln claramente visível. Na última versão, o pátio principal do "palácio" foi transformado num abrigo de navios, derrubando a parede do lado que dava para o mar e construindo divisões compridas e abertas num dos lados. O sítio é atravessado por uma estrada pavimentada. Dado que as estradas eram estruturas muito onerosas e de difícil construção nesse tempo, juntamente com existência dos abrigos de navios sugere que o sítio foi usado como porto e alfândega de um povoado maior. Esta tese é reforçada pela relativamente grande escala do projeto quando comparada com a mão de obra que a pequena aldeia adjacente poderia ter fornecido. O uso do sítio na Idade do Bronze corresponde aproximadamente às flutuações de poder no importante palácio de Festo, um dos principais centros da civilização minoica, situado a pouca distância, embora essas isso possa corresponder simplesmente a flutuações de população de planície de Messara como um todo.

### Usada no texto
- Espelosín Gómez, Francisco Javier Gómez (2001), Historia de Grecia antigua, ISBN 8446014289 (em inglês), Ediciones AKAL
- Fox, Robin Lane (2008), Travelling Heroes: Greeks and Their Myths in the Epic Age of Homer, ISBN 9780713999808 (em inglês), Londres: Penguin Books, consultado em 4 de fevereiro de 2014
- Monzani, Juliana Caldeira (2009), «Análise espacial em arqueologia. Estudo de caso: Hagia Triada, Creta», MAE-USP, Revista do Museu de Arqueologia e Etnologia da Universidade de São Paulo (Anais da I Semana de Arqueologia)
- Schäfer, Jörg, Amnisos - Harbour town of Minos? (PDF) (em inglês), Liège: Service d'Histore d l'Art et d'Archéologie de la Grèce Antique. Universidade de Liège, p. 4, consultado em 4 de fevereiro de 2014, cópia arquivada (PDF) em 3 de outubro de 2011
- Shaw, Joseph W. (2006), Kommos: A Minoan Harbor Town and Greek Sanctuary in Southern Crete, ISBN 9780876616598 (em inglês), American School of Classical Studies (ASCSA), consultado em 4 de fevereiro de 2014
- Shaw, Joseph W. (fevereiro de 2006), A Bibliographical Guide to the Kommos site (PDF) (em inglês), consultado em 4 de fevereiro de 2014

### Complementar
- Shaw, Joseph W. (julho–setembro de 1980), «Excavations at Kommos (Crete) during 1979», Hesperia (em inglês) (49.3): 207–250;fig. 53–67(p. 45–59), consultado em 4 de fevereiro de 2014
- Shaw, Maria; Cain, Dawn; Shaw, Joseph; Belray, Gordon; Bianco, Giuliana, Kommos Excavations, Crete (em inglês), Departamento de Arte da Universidade de Toronto. www.fineart.utoronto.ca/kommos, consultado em 4 de fevereiro de 2014, cópia arquivada em 6 de julho de 2011
- Shaw, Joseph W. (1998), «Kommos in Southern Crete: an Aegean barometer for east-west interconnections», in:  Karageorghis, Vassos; Stampolidis, Nikolaos, Eastern Mediterranean: Cyprus-Dodecanese-Crete, 16th-6th cent. B.C., Rethymnon Conference of May 1996 (em inglês), Atenas, consultado em 4 de fevereiro de 2014
- Swindale, Ian. «Kommos». Minoan Crete (em inglês). www.minoancrete.com. Consultado em 4 de fevereiro de 2014
- Watrous, L. Vance (1985), «Late Bronze Age Kommos: imported pottery as evidence for foreign contact», Scripta Mediterranea (em inglês) (VI): 1–10, consultado em 4 de fevereiro de 2014